# Alpes bernoises
Les Alpes bernoises (en allemand : Berner Alpen) sont un massif montagneux situé dans la partie centrale des Alpes en Suisse. Bien que son nom suggère qu'elles se situent dans l'Oberland bernois, une partie des Alpes bernoises est située dans les cantons adjacents de Vaud, Fribourg et du Valais.
Les Alpes bernoises culminent au Finsteraarhorn (4 274 m) et comportent le plus grand glacier d'Europe, celui d'Aletsch dont les eaux alimentent le Rhône.

## Géographie

### Situation

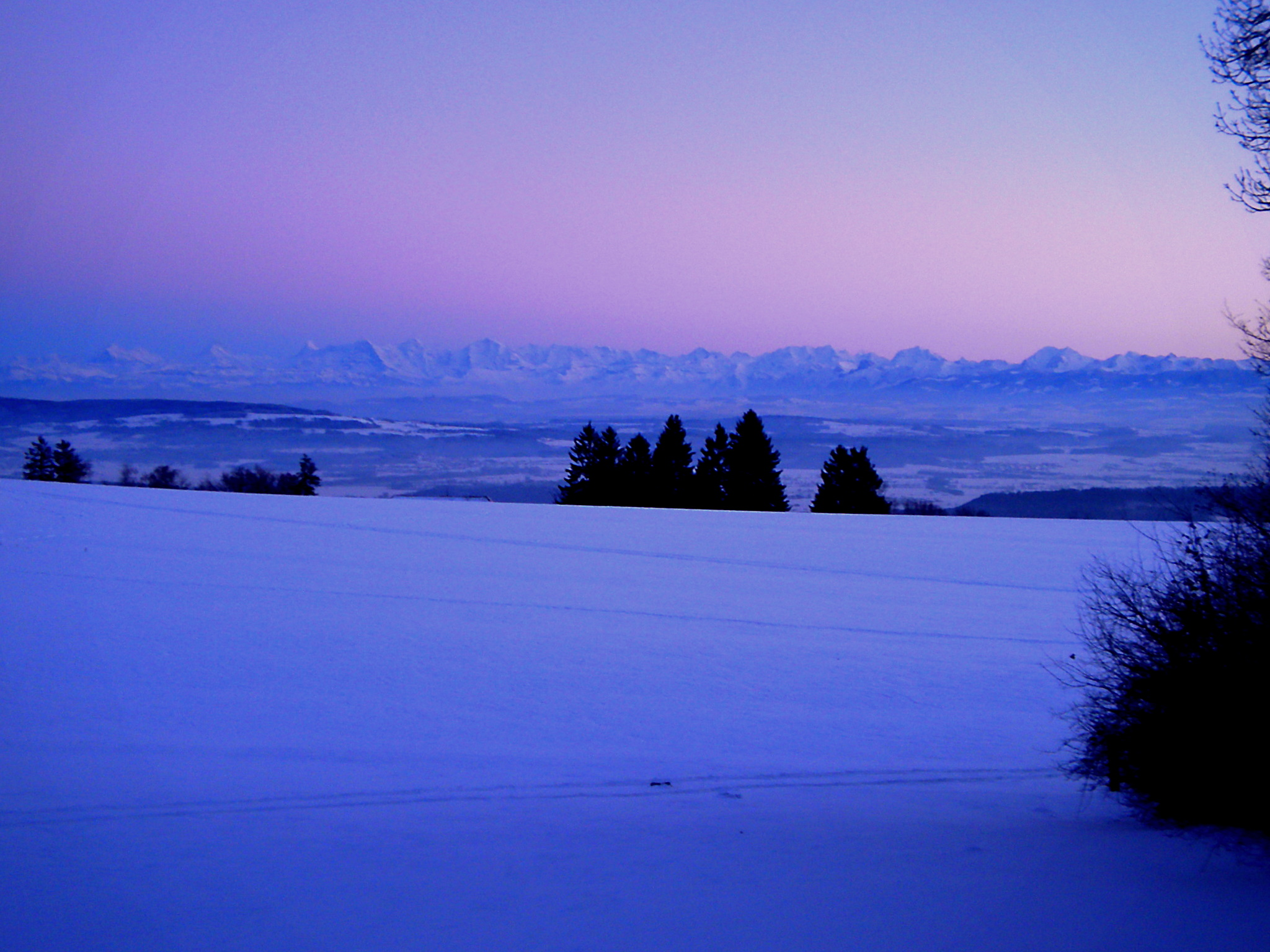
La chaîne des Alpes bernoises vue depuis le Jura bernois.

Les Alpes bernoises sont drainées par l'Aar au nord-est, son affluent la Sarine au nord-ouest et le Rhône à l'ouest et au sud. Elles sont entourées par les massifs du Chablais et du Giffre (Préalpes de Savoie) à l'ouest, les Alpes valaisannes au sud, les Alpes lépontines au sud-est et les Alpes uranaises au nord-est (au-delà du col du Grimsel). Elles comprennent entre autres la chaîne des Gastlosen, les Diablerets et l'Aar-Gothard et se terminent au nord par les Préalpes bernoises et fribourgeoises.

### Principaux sommets

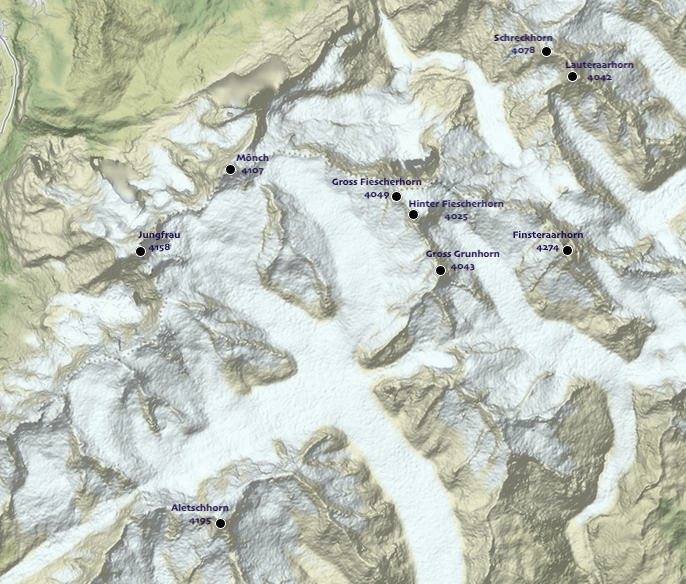
Localisation des sommets de plus de 4000 m.

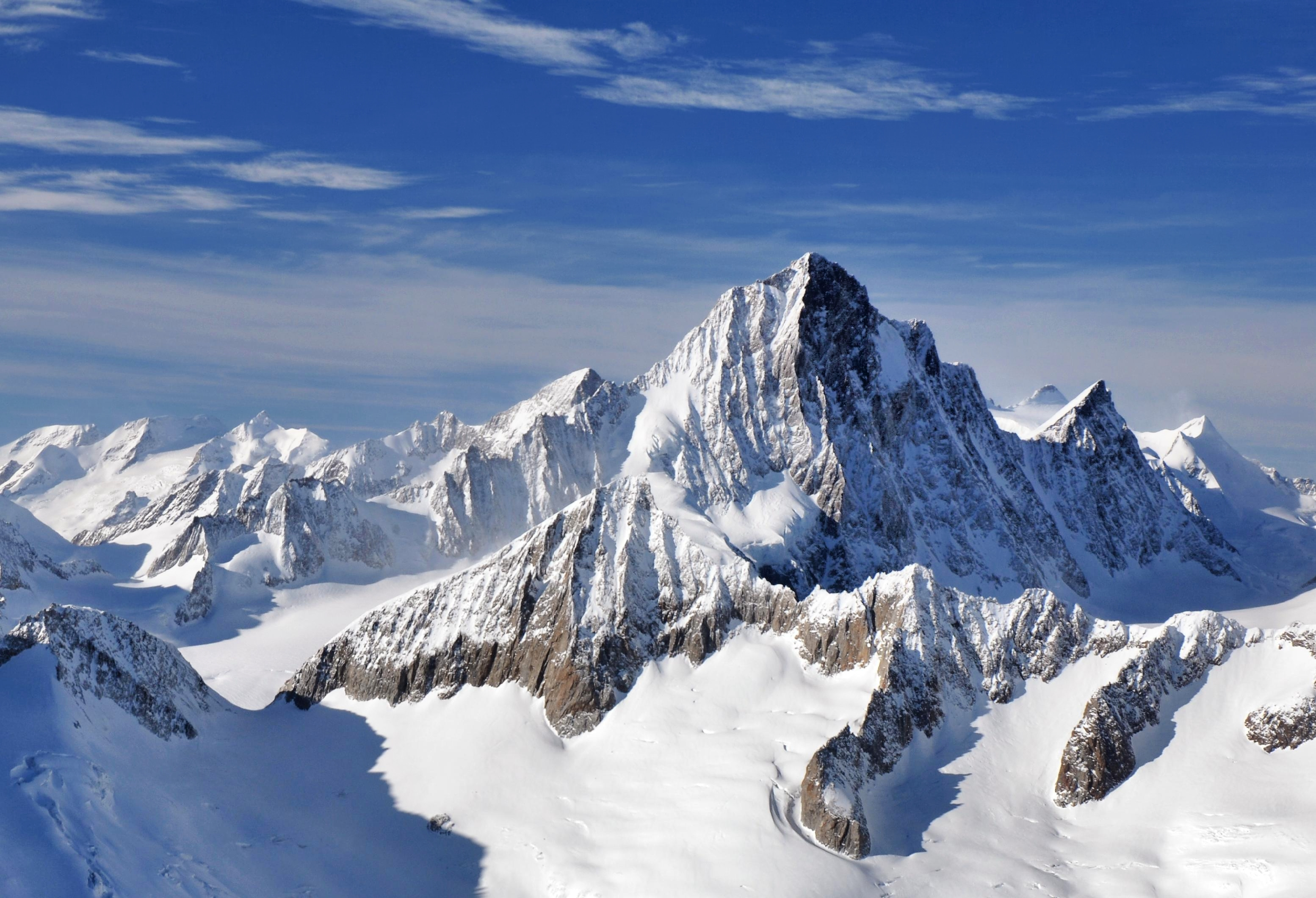
Finsteraarhorn.

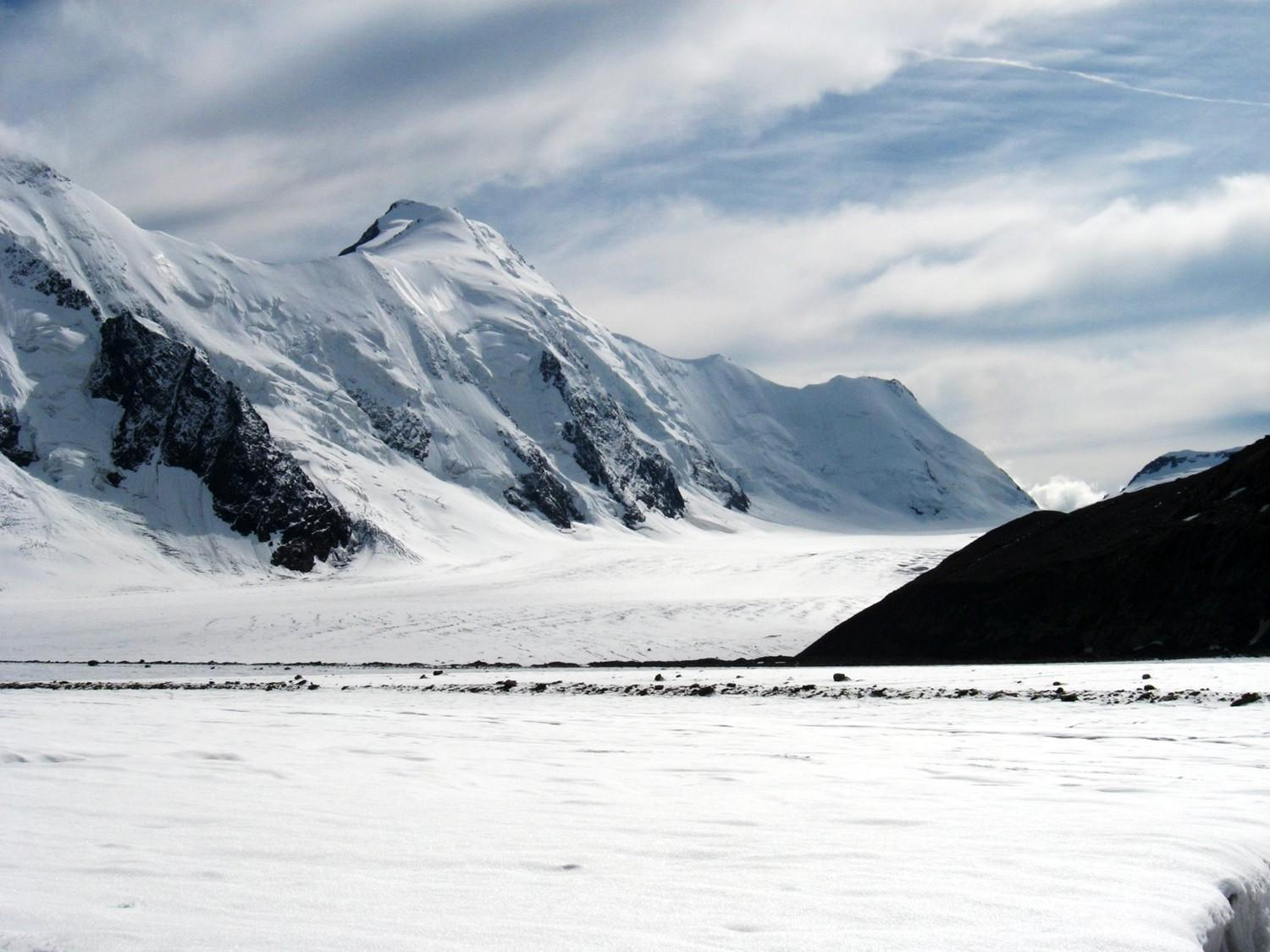
Aletschhorn.

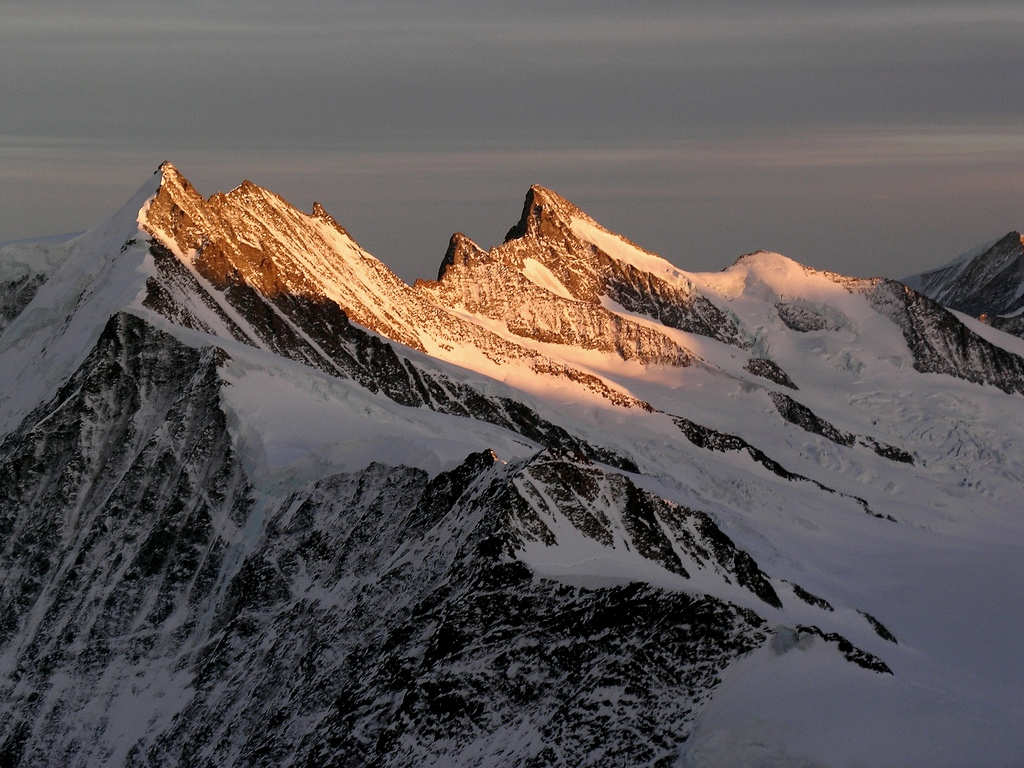
Fiescherhorn et Grünhorn.

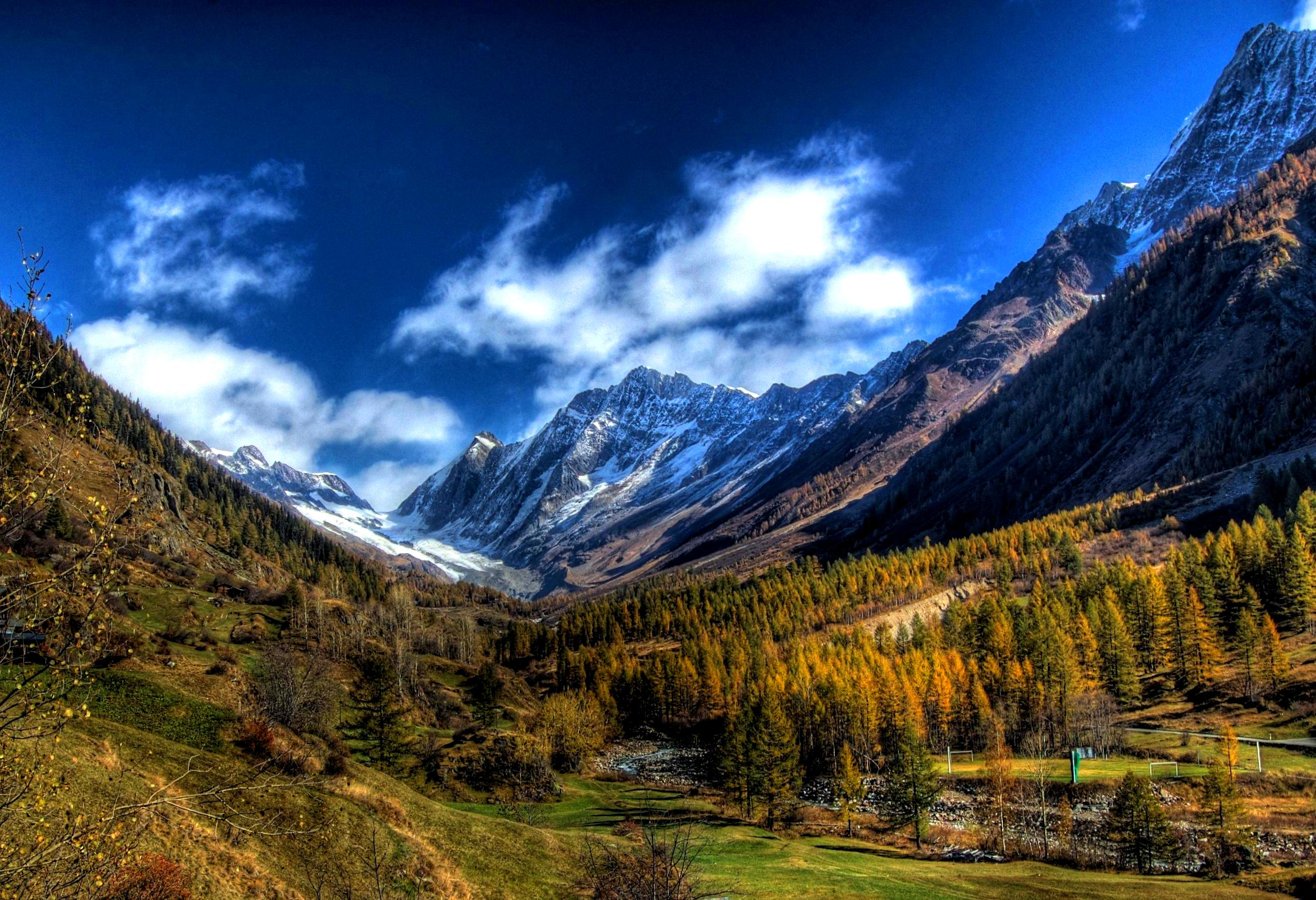
Lötschental.

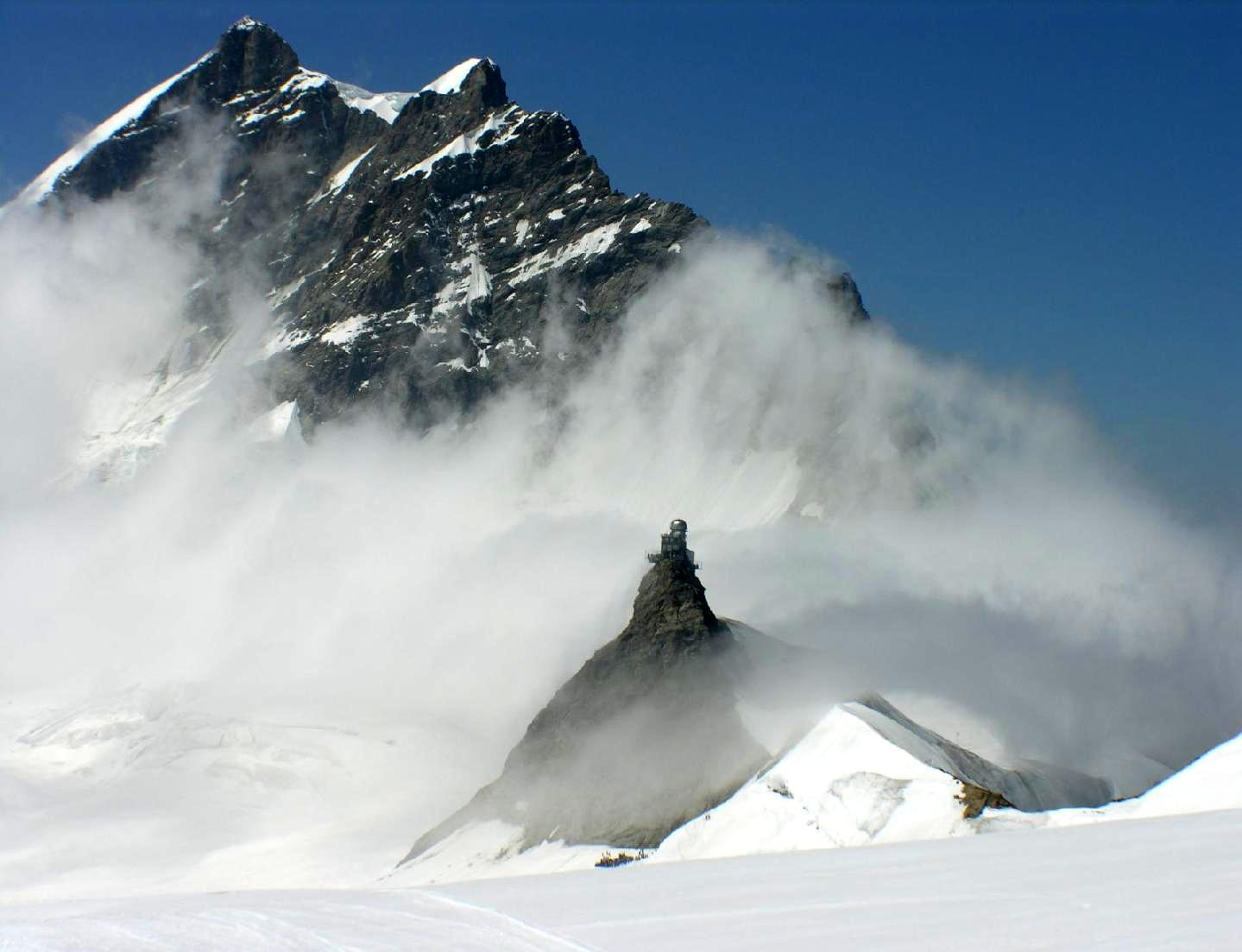
Jungfraujoch avec l’observatoire du Sphinx.

Les principaux sommets des Alpes bernoises sont :
| Nom                    | Altitude |
| ---------------------- | -------- |
| Finsteraarhorn         | 4 274 m  |
| Aletschhorn            | 4 194 m  |
| Jungfrau               | 4 158 m  |
| Mönch                  | 4 110 m  |
| Schreckhorn            | 4 078 m  |
| Gross Fiescherhorn     | 4 049 m  |
| Grünhorn               | 4 044 m  |
| Lauteraarhorn          | 4 042 m  |
| Gletscherhorn          | 3 983 m  |
| Rottalhorn             | 3 971 m  |
| Eiger                  | 3 967 m  |
| Äbeni Flue             | 3 961 m  |
| Agassizhorn            | 3 946 m  |
| Bietschhorn            | 3 934 m  |
| Grosses Wannenhorn     | 3 906 m  |
| Mittaghorn             | 3 895 m  |
| Grünegghorn            | 3 863 m  |
| Nesthorn               | 3 820 m  |
| Schinhorn              | 3 797 m  |
| Breithorn              | 3 780 m  |
| Sattelhorn             | 3 744 m  |
| Balmhorn               | 3 698 m  |
| Walcherhorn            | 3 692 m  |
| Wetterhorn             | 3 690 m  |
| Silberhorn             | 3 689 m  |
| Blüemlisalp            | 3 661 m  |
| Doldenhorn             | 3 638 m  |
| Altels                 | 3 630 m  |
| Grosses Fusshorn       | 3 627 m  |
| Oeschinenhorn          | 3 485 m  |
| Rinderhorn             | 3 449 m  |
| Gspaltenhorn           | 3 436 m  |
| Fründenhorn            | 3 368 m  |
| Ewigschneehoren        | 3 329 m  |
| Ritzlihoren            | 3 277 m  |
| Wildhorn               | 3 250 m  |
| Wildstrubel            | 3 244 m  |
| Les Diablerets         | 3 216 m  |
| Petersgrat             | 3 194 m  |
| Wellhorn               | 3 191 m  |
| Firehorn               | 3 181 m  |
| Mättenberg             | 3 104 m  |
| Löffelhorn             | 3 095 m  |
| Grand Muveran          | 3 051 m  |
| Sparrhoru              | 3 020 m  |
| Torrenthorn            | 2 997 m  |
| Schilthorn             | 2 969 m  |
| Grande Dent de Morcles | 2 969 m  |
| Daubenhorn             | 2 941 m  |
| Eggishorn              | 2 926 m  |
| Grand Chavalard        | 2 901 m  |
| Schwalmere             | 2 777 m  |
| Sidelhorn              | 2 764 m  |
| Albristhore            | 2 762 m  |
| Reeti                  | 2 756 m  |
| Faulhorn               | 2 681 m  |
| Dreispitz              | 2 519 m  |
| Gummfluh               | 2 457 m  |
| Sulegg                 | 2 412 m  |
| Vanil Noir             | 2 389 m  |
| Niesen                 | 2 362 m  |
| Pic Chaussy            | 2 351 m  |
| Tour d'Aï              | 2 330 m  |
| Stockhorn              | 2 190 m  |
| Kaiseregg              | 2 185 m  |
| Le Chamossaire         | 2 112 m  |
| Prabé                  | 2 041 m  |
| Le Moléson             | 2 002 m  |

### Principaux glaciers
- Glacier d'Aletsch
- Glacier de Fiesch
- Glacier du Finsteraar
- Glacier du Gauli
- Glacier de Giesen
- Glacier inférieur de Grindelwald
- Glacier supérieur de Grindelwald
- Kanderfirn
- Glacier de Lang
- Glacier du Lauteraar
- Glacier des Martinets
- Glacier de l'Oberaar
- Glacier de la Plaine Morte
- Glacier de Tsanfleuron
- Glacier de l'Unteraar

### Principaux lacs de montagne

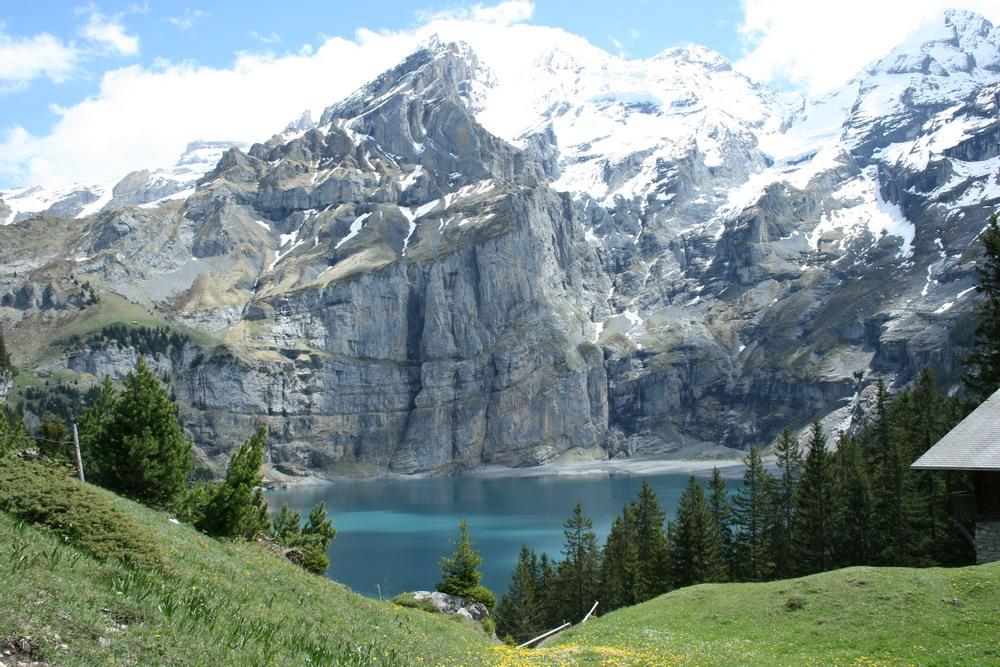
Oeschinensee.

- Grimselsee
- Oberaarsee
- Lac de Tseuzier
- Daubensee
- Lac de Sénin
- Lac d'Oeschinen

### Principaux cols
- Jungfraujoch (3 463 mètres)
- Oberaarrotjoch (3 290 mètres)
- Oberaarjoch (3 206 mètres)
- Col du Grimsel (2 164 mètres)
- Lötschenlucke (3 153 mètres)
- Col de la Gemmi (2 268 mètres)
- Col du Sanetsch (2 253 mètres)
- Col du Gurnigel (1 610 mètres)
- Col du Pillon (1 546 mètres)

### Géologie

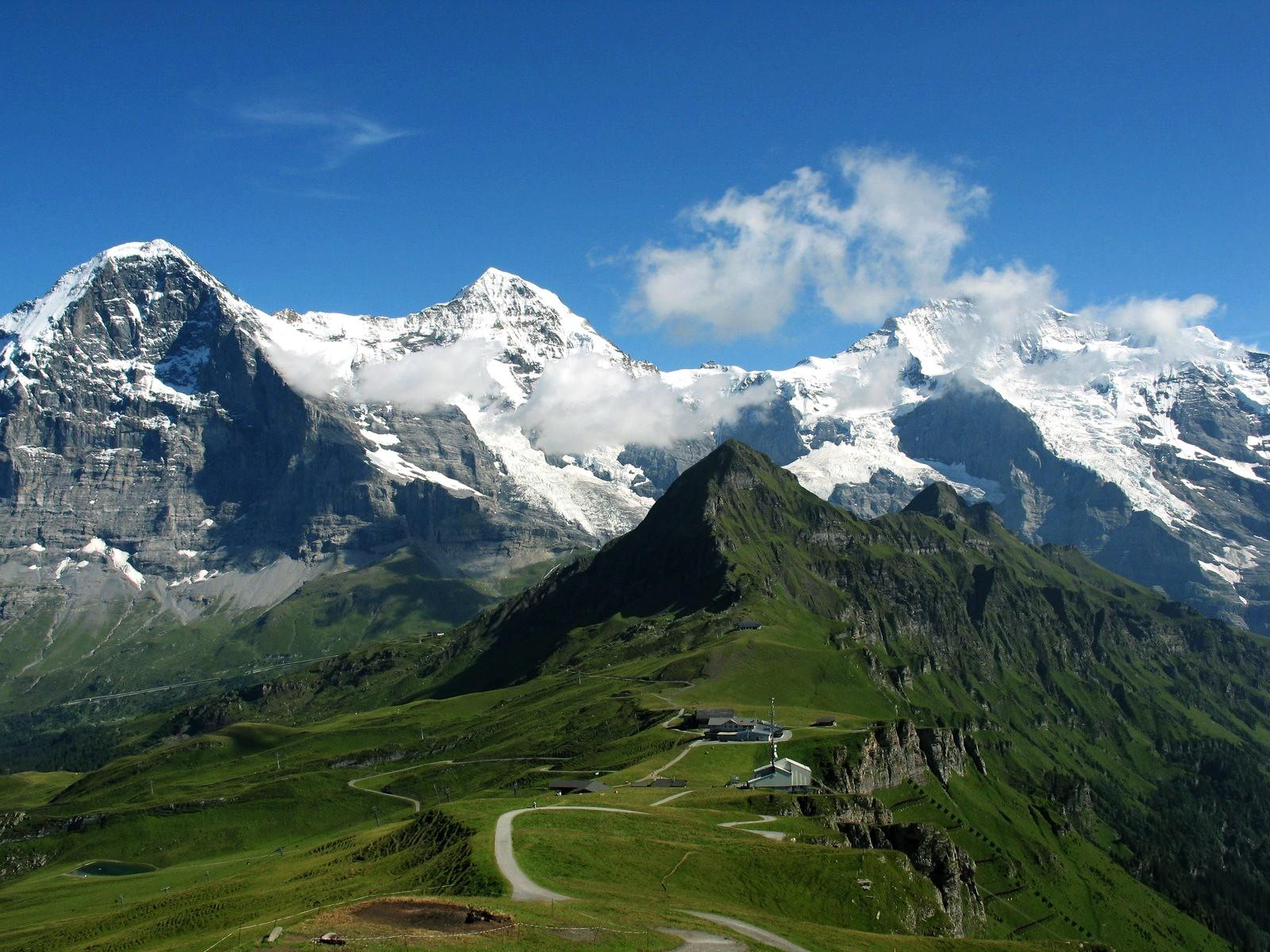
Les faces nord de l'Eiger, du Mönch et de la Jungfrau.

Les Alpes bernoises sont le résultat de la collision de la plaque africaine et de la plaque eurasiatique au Paléogène, il y a soixante millions d'années. Des masses sédimentaires, formant la nappe des Préalpes médianes, ont été transportées par plissement au nord de la chaîne principale vers le nord-ouest des Alpes bernoises. Le Stockhorn, les Gastlosen, le Gummfluh et le Rüblihorn font partie de ces Préalpes bernoises. Des couches sédimentaires ont également été soulevées au moment du plissement et transportées vers le nord. Les Rinderhorn, Balmhorn, Altels, Doldenhorn, Blüemlisalp et Gspaltenhorn sont ainsi des sommets calcaires issus de ce soulèvement. Le massif de l'Aar, avec la partie centrale des Alpes bernoises entre la vallée de Gastern et le col du Susten, est quant à lui formé de roches cristallines autochtones, des granites, des amphibolites, du gneiss et des ardoises. C'est là qu'on trouve les sommets les plus élevés dépassant les 4 000 mètres : Schreckhorn, Finsteraarhorn, Aletschhorn, etc. Le nord du massif de l'Aar est constitué de roches cristallines formant les sommets du Mönch, de la Jungfrau, du Grosshorn, du Lauterbrunnen Breithorn et du Tschingelhorn.

## Histoire

### Exploration des Alpes bernoises et conquête des cimes
La montagne bernoise était autrefois entourée de croyances et de superstitions, notamment la présence d'esprits malins et de dragons sur les cimes. En 1697, Johann Jakob Scheuchzer, médecin et naturaliste, rédige une « lettre invitant à l'exploration des miracles naturels qu'on peut rencontrer en Suisse » adressée aux bergers, transhumants, chasseurs, pasteurs et savants » destinée à mieux connaître la montagne suisse et faire la part entre superstitions et réalités alpines. Au XVIIIe siècle, les écrivains (tels que le poète Albrecht von Haller) et peintres (Caspar Wolf, Gabriel Ludwig Lory et Gabriel Mathias) prennent ensuite le relais pour mettre en valeur la beauté des paysages alpins. Au début du XIXe siècle, la volonté de connaître scientifiquement les montagnes conduit à l'ascension de la Jungfrau en 1811 par Johann Rudolf le Jeune et Hieronymus Meyer. L'étude des sommets, des phénomènes glaciaires et des vallées en vue d'établir une cartographie précise est l'un des objectifs des premières ascensions. Le Finsteraarhorn, point culminant du massif des Alpes bernoises, est ainsi conquis dès 1819. Les premières ascensions s'effectuant dans des conditions rudimentaires de confort, les premières cabanes voient le jour pour abriter les scientifiques. En 1840, Louis Agassiz, médecin et professeur d'histoire naturelle, établit ainsi un relais précaire pompeusement dénommé « Hôtel des Neufchatelois » à la jonction des glaciers de Lauteraar et de Finsteraar.
Au début de la seconde moitié du XIXe siècle, les Alpes bernoises voient la conquête systématique des principaux sommets lors de l'âge d'or de l'alpinisme (de 1850 à 1865). L'objectif n'est plus scientifique mais sportif avec la conquête des sommets. Cette évolution est le fait d'alpinistes anglais, séduits par les paysages alpins représentés par William Turner et les peintres néo-classiques et romantiques. Pour les guider, ils font appel à des bergers de glacier, à des chasseurs de chamois ou à des cristalliers du cru qui possèdent déjà l'expérience de la montagne (à la Jungfrau A. Volker et J. Bortis). Dès 1856, la corporation des guides s'organise avec son règlement propre au canton de Berne. Les plus connus d'entre eux sont Christian Almer de Grindelwald et Melchior Anderegg de Zaun (près de Meiringen). L'escalade des principaux sommets des Alpes bernoises s'accélère alors : le Mönch en 1857, l'Eiger en 1858, l'Aletschhorn et le Bietschhorn en 1859, le Schreckhorn en 1861 et le Gross Fiescherhorn en 1862. À partir de 1865, ces sommets sont vaincus par des itinéraires de plus grande difficulté et de plus en plus sans guide. Un des symboles de cette course à la difficulté est la première ascension de la face nord de l'Eiger (surnommé l'Ogre en raison du nombre de ses victimes) en 1938 par Anderl Heckmair, Ludwig Vörg, Fritz Kasparek et Heinrich Harrer.
Depuis les premiers temps héroïques de la découverte des Alpes bernoises, la montagne est à présent accessible quelle que soit la saison via les funiculaires (Kleine Scheidegg, Jungfraujoch, Lauterbrunnen-Mürren, etc.), les remontées mécaniques et les téléphériques (Eiger Express, Glacier 3000, Grindelwald-Männlichen, etc.). Les refuges parsèment les coins les plus reculés du massif et les pratiques sportives d'été et d'hiver se sont diversifiées : alpinisme, ski, surf, base-jump, parapente, etc.

## Activités

### Stations de sports d'hiver
| - Adelboden - Anzère - Bellwald - Bettmeralp - Charmey - Crans-Montana - Dorénaz - Emmetten - Erlenbach im Simmental - Erstfeld - Fiesch - Grindelwald - Gstaad - Innertkirchen - le Lac Noir | - La Roche - Lenk im Simmental - Les Diablerets - Les Mosses - Les Paccots - Leysin - Loèche-les-Bains - le Moléson - Mürren - Natters - Ovronnaz - Riederalp - Romoos - Villars-sur-Ollon - Wengen |

### Protection environnementale

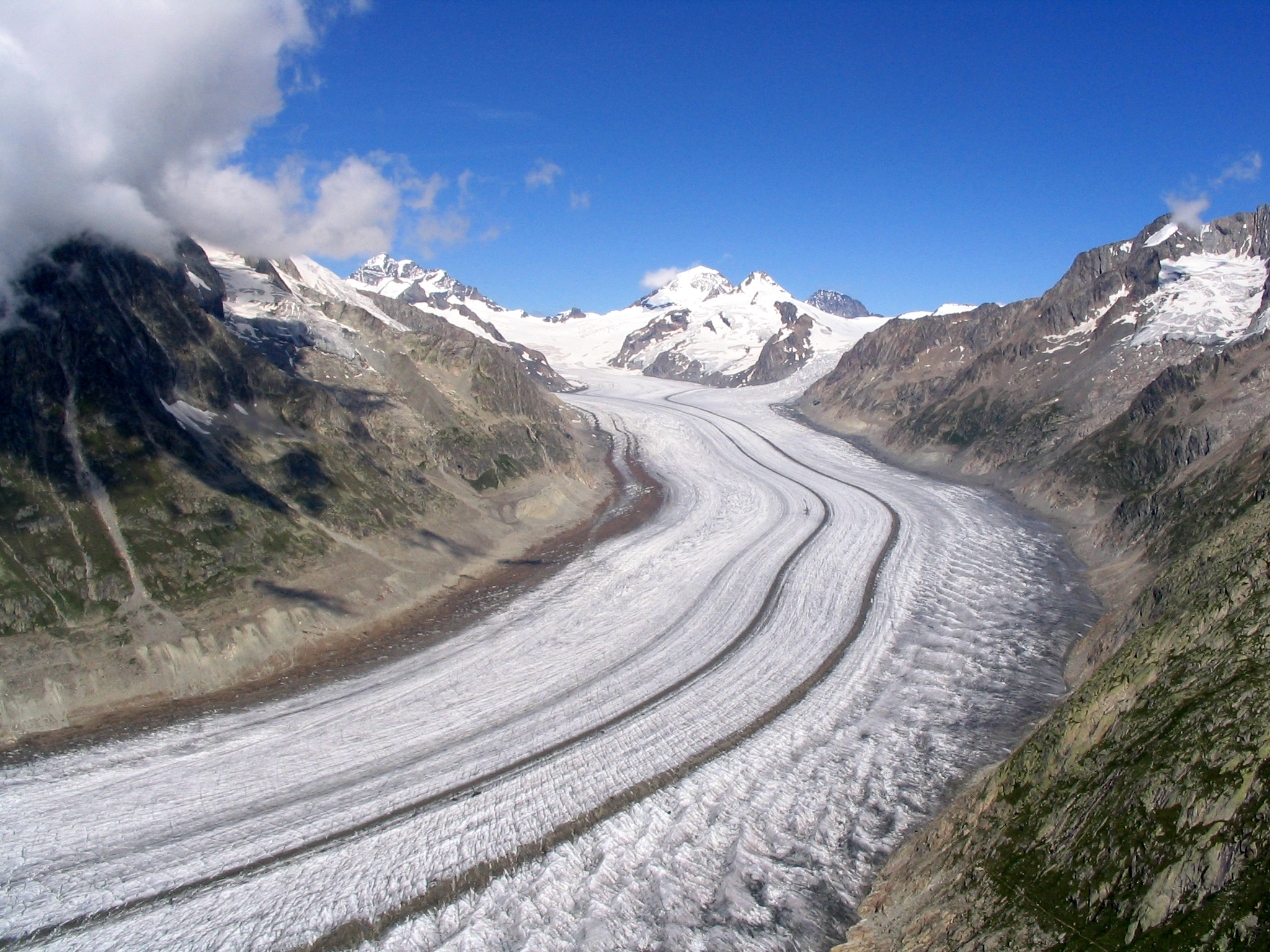
Le glacier d'Aletsch.

Le site Jungfrau-Aletsch-Bietschhorn est situé à l'est des Alpes bernoises, dans la région la plus glaciaire des Alpes d'Europe et le plus grand glacier d'Eurasie. Il est inscrit au patrimoine mondial de l'UNESCO (Alpes suisses Jungfrau-Aletsch) en 2001 et agrandi en 2007. Son nom provient du glacier d'Aletsch et de l'impressionnante paroi nord des Alpes bernoises, constituée des sommets glacés de l'Eiger, du Mönch et de la Jungfrau dont l'altitude avoisine ou dépasse les 4 000 m. Le site actuel (après l'extension) comprend d'autres grandes vallées glaciaires telles que le glacier de Fiesch et les Glaciers de l'Aar.